# 가와라기촌 (효고현)
가와라기촌(瓦木村)은 효고현 무코군에 설치되었던 촌이다. 현재의 니시노미야시 중심부의 동쪽에 해당한다.

## 역사
- 1889년 4월 1일 - 정촌제 시행에 의해 8개 촌의 구역을 가지고 성립하였다.
- 1942년 5월 5일 - 니시노미야시에 편입해, 동일 무코촌은 폐지되었다.

## 교통

### 철도
- 철도성
  - 도카이도 본선
- 한신 급행 전철
  - 고베본선
  - 이마즈선
- 한신 전기 철도
  - 고쿠도선

현재는 산요 신칸센이 구촌 지역을 통과하지만 당시에는 미개통 상태였다

### 도로
- 서국가도 (현 국도 제2호선)

## 참고문헌
- 大日本篤農家名鑑編纂所編『大日本篤農家名鑑』大日本篤農家名鑑編纂所、1910年。
- 篠田皇民著『伝家之宝典 自治団体之沿革 兵庫県之部』東京都民新聞社地方自治調査会、1932年。
- 人事興信所編『人事興信録 第13版 下』人事興信所、1941年。
- 『가도카와 일본 지명 대사전 28 兵庫県』。